# Karsten Hasselbalch
Karsten Hasselbalch (født 13. maj 1940) er en dansk godsejer og hofjægermester.
Han er søn af Karl Johannes Hasselbalch, har været forvalter på Gjorslev og Billesborg under forpagter Eggert Boserup, hvis datter Marianne han ægtede. Fra 1967 til 2005 var Hasselbalch ejer af Grønnessegård, men har nu overdraget gården til sin søn. Siden 2000 har han været hofjægermester.
Han har flyvecertifikat og er pilot i sin fritid.